# Somodi megállóhely
Somodi megállóhely Somodin, a Kassa-vidéki járásban van, melyet a Železničná spoločnosť Slovensko a.s. üzemeltetett. 2012. december 9-én megszűnt a regionális forgalom a vonalon.